# 燁司大
燁司 大（ようつかさ だい、1973年9月25日 - 2025年8月11日）は、三重県松阪市出身で入間川部屋に所属した元大相撲力士。本名は鈴木 大司（すずき だいし）。現役時の体格は身長178cm、体重153kg、最高位は東前頭11枚目（2004年1月場所）。得意手は突き、押し。血液型はB型。趣味は音楽を聞く事等。

## 来歴
小学校4年生から相撲を始め、三重高等学校では全国大会に出場、日本大学に進み1993年の全国学生相撲個人体重別選手権大会で135キロ以上の部準優勝（優勝は谷村竜太（のち幕下・栃大揮）、3位に山本敏生（のち関脇・土佐ノ海））など活躍した。大学卒業後に入間川部屋に入門し、1996年1月場所に幕下付出で初土俵を踏んだ。同期には栃乃洋、海鵬、柳川らがいる。時間は掛かったものの着実に番付を上げて行き、1998年5月場所に十両に昇進するとともに、四股名を本名の鈴木から燁司に改めた。この燁司という四股名は、「火の出る様な相撲で華となれ」との願いを込めて入間川親方（元関脇・栃司）が名付けた。
突き押しが得意で1999年5月場所には新入幕を果たしたが、立合いが遅く幕内には定着することができなかった。一時は怪我や糖尿病に悩まされ幕下まで陥落したが、復活して2003年5月場所には再入幕を果たし、2004年1月場所には自己最高位の東前頭11枚目まで番付を上げた。しかし、2004年3月場所を最後に幕内から遠ざかると、肩の怪我もあり十両下位に低迷した。
2005年9月場所は西十両13枚目で勝ち越しまであと1勝（これが現役最後の白星となった）となってから膝を痛め、3連敗で負け越し。翌2005年11月場所は遂に東十両14枚目まで番付を下げ、初日から14連敗で幕下陥落が決定的になり、千秋楽には幕下で7戦全敗の玉光国との取組が組まれたが同日に引退届を提出し、約9年の力士生活に幕を閉じた。取組は不戦敗となり、十両では2000年7月場所の星誕期以来（ただし星誕期は15日皆勤）となる15戦全敗を記録した（前の場所から合わせると18連敗）。
引退後は準年寄・燁司として入間川部屋の部屋付き親方として後進の指導にあたった。現役最後の対戦相手は14日目、日大同期の海鵬となった。また、思い出に残る取組として、1999年3月場所に水戸泉に勝って新入幕を確実にした一番を挙げた。2006年4月15日には両国国技館大広間で断髪式を行った。そして2006年9月には、先代二十山親方（元大関・北天佑）の死去に伴い、年寄・二十山を襲名し、2008年1月場所に栃乃花の引退・二十山襲名に伴い若藤を襲名、さらに同年9月場所後に関ノ戸を襲名、2009年7月場所の出島の引退・大鳴戸襲名および14代大鳴戸（元前頭・武雄山）の関ノ戸襲名に伴い小野川を襲名、2010年3月に北桜の引退・小野川襲名に伴い千田川を襲名、2011年4月6日に大相撲八百長問題を受けて退職した22代竹縄（元前頭・春日錦）に代わって竹縄を襲名した。2012年1月22日年寄名跡所有者の栃乃洋泰一が引退し竹縄を襲名したため、同日付で相撲協会を退職した。年寄名跡を借株で襲名することが初回の襲名から6度続いた者は他に琴錦功宗・敷島勝盛・金開山龍の3人が居り、いずれも7回目の襲名において正規の年寄を襲名しているが、燁司は6度の借株襲名の末に退職しているため、遂に最後まで正規の年寄を襲名できなかった。これに続く者としては、初回の襲名から借株で5度の襲名を経た末に退職した朝乃翔一がいる。
「燁」は機種依存文字（JIS X 0212・JIS X 0213に収録）であり、代替できる漢字もないためインターネット上の記事では平仮名や記号等に置き換えられていたが、同時期の日本プロ野球に同じ「燁」の文字を使用する李承燁（イ・スンヨプ）が在籍していたことから、「ヨプ司」と誤記されたことがある。
入門当初、本人は本名に因んだ「大司」（だいし・おおつかさ）という四股名を名乗ることを希望していたが、当時関取に同音の大至（だいし）が居た他、同部屋の皇司（おうつかさ）と混同を避けるため、泣く泣く断念したというが、やくみつるも十両昇進と同時に改名すると同様に「本名が大司だからそのまま「オオツカサ」にすればいいのに」と言ったネタを当時、「VANVAN相撲界」で連載中だったおチャンコクラブのネタとして書いている。
2025年8月11日、腎不全、心不全などのため埼玉県戸田市の病院で死去した。51歳没。晩年は埼玉県内に居住し、アマチュア力士を角界へ紹介する傍ら人工透析を受ける生活を送っており、8月に入ってからは入院し療養していた。

## 生涯成績
- 通算成績：357勝379敗12休 勝率.485
- 幕内成績：49勝59敗12休 勝率.454
- 現役在位：60場所
- 幕内在位：8場所

### 場所別成績
| | 一月場所 初場所（東京） | 三月場所 春場所（大阪） | 五月場所 夏場所（東京） | 七月場所 名古屋場所（愛知） | 九月場所 秋場所（東京） | 十一月場所 九州場所（福岡） |
| --- | ----------------------- | ----------------------- | ----------------------- | --------------------------- | ----------------------- | --------------------------- |
| 1996年 （平成8年） | 幕下付出60枚目 6–1      | 東幕下31枚目 3–4        | 東幕下42枚目 4–3        | 西幕下32枚目 4–3            | 西幕下21枚目 4–3        | 西幕下13枚目 1–6            |
| 1997年 （平成9年） | 西幕下38枚目 3–4        | 西幕下48枚目 6–1        | 東幕下22枚目 6–1        | 西幕下8枚目 5–2             | 東幕下4枚目 4–3         | 東幕下2枚目 3–4             |
| 1998年 （平成10年） | 東幕下6枚目 4–3         | 東幕下5枚目 6–1         | 西十両12枚目 9–6        | 西十両8枚目 7–8             | 東十両11枚目 9–6        | 西十両7枚目 7–8             |
| 1999年 （平成11年） | 西十両9枚目 9–6         | 西十両筆頭 8–7          | 東前頭15枚目 9–6        | 東前頭12枚目 7–8            | 西前頭13枚目 0–3–12     | 東十両7枚目 9–6             |
| 2000年 （平成12年） | 西十両2枚目 3–12        | 西十両10枚目 8–7        | 東十両6枚目 8–7         | 東十両5枚目 6–9             | 西十両7枚目 5–10        | 西十両11枚目 9–6            |
| 2001年 （平成13年） | 東十両5枚目 7–8         | 西十両5枚目 6–9         | 西十両7枚目 8–7         | 西十両4枚目 6–9             | 西十両7枚目 6–9         | 東十両11枚目 3–12           |
| 2002年 （平成14年） | 東幕下8枚目 3–4         | 東幕下14枚目 4–3        | 東幕下12枚目 4–3        | 東幕下8枚目 5–2             | 西幕下2枚目 5–2         | 西十両10枚目 9–6            |
| 2003年 （平成15年） | 東十両7枚目 10–5        | 西十両筆頭 9–6          | 東前頭13枚目 6–9        | 東十両筆頭 8–7              | 西前頭13枚目 7–8        | 西前頭15枚目 9–6            |
| 2004年 （平成16年） | 東前頭11枚目 5–10       | 東前頭17枚目 6–9        | 東十両3枚目 6–9         | 東十両5枚目 7–8             | 西十両6枚目 8–7         | 西十両5枚目 4–11            |
| 2005年 （平成17年） | 西十両9枚目 6–9         | 西十両12枚目 8–7        | 東十両10枚目 7–8        | 西十両11枚目 6–9            | 西十両13枚目 7–8        | 東十両14枚目 引退 0–15–0    |
| 各欄の数字は、「勝ち-負け-休場」を示す。 優勝 引退 休場 十両 幕下 三賞：敢=敢闘賞、殊=殊勲賞、技=技能賞 その他：★=金星 番付階級：幕内 - 十両 - 幕下 - 三段目 - 序二段 - 序ノ口 幕内序列：横綱 - 大関 - 関脇 - 小結 - 前頭（「#数字」は各位内の序列） |                         |                         |                         |                             |                         |                             |

### 幕内対戦成績
| 力士名   | 勝数 | 負数 | 力士名 | 勝数 | 負数 | 力士名 | 勝数 | 負数 | 力士名   | 勝数 | 負数 |
| -------- | ---- | ---- | ------ | ---- | ---- | ------ | ---- | ---- | -------- | ---- | ---- |
| 安芸乃島 | 0    | 1    | 朝赤龍 | 1    | 2    | 朝乃翔 | 0    | 2    | 朝乃若   | 1    | 4    |
| 安美錦   | 0    | 1    | 岩木山 | 1    | 0    | 潮丸   | 3    | 0    | 大日ノ出 | 0    | 2(1) |
| 海鵬     | 2    | 1    | 垣添   | 1    | 0    | 春日錦 | 0    | 2    | 巌雄     | 1    | 1    |
| 北桜     | 1    | 0    | 旭鷲山 | 1    | 2    | 旭天鵬 | 1    | 3    | 金開山   | 1    | 1    |
| 五城楼   | 0    | 1    | 黒海   | 1    | 1    | 琴ノ若 | 0    | 4    | 琴龍     | 1    | 3    |
| 敷島     | 0    | 1    | 霜鳳   | 2    | 2    | 十文字 | 0    | 3    | 大善     | 1    | 1    |
| 隆の鶴   | 1    | 0    | 隆乃若 | 1    | 0    | 豪風   | 1    | 0    | 玉春日   | 1    | 1    |
| 玉乃島   | 1    | 0    | 玉力道 | 2    | 1    | 出島   | 1    | 1    | 寺尾     | 1    | 0    |
| 闘牙     | 1    | 0    | 時津海 | 0    | 1    | 栃栄   | 1    | 0    | 栃乃和歌 | 1    | 0    |
| 豊桜     | 2    | 0    | 濱ノ嶋 | 1    | 1    | 追風海 | 0    | 1    | 春ノ山   | 0    | 1    |
| 普天王   | 0    | 1    | 武雄山 | 2    | 2    | 北勝力 | 0    | 2    | 湊富士   | 1    | 0    |
| 雅山     | 0    | 1    | 若兎馬 | 1    | 2    | 若ノ城 | 2    | 0    | 和歌乃山 | 3    | 0    |

## 改名歴
- 鈴木 大司（すずき だいし）1996年1月場所-1998年3月場所
- 燁司 大（ようつかさ だい）1998年5月場所-2005年11月場所

## 年寄変遷
- 燁司 大司（ようつかさ だいし）2005年11月27日-2006年9月【準年寄】
- 二十山 大司（はたちやま -）2006年9月28日-2008年1月24日（栃乃花から借用）
- 若藤 大司（わかふじ -）2008年1月24日-9月29日（皇司から借用）
- 関ノ戸 大司（せきのと -）2008年9月29日-2009年7月23日（岩木山から借用）
- 小野川 大司（おのがわ -）2009年7月23日-2010年3月9日（北の湖から借用）
- 千田川 大司（せんだがわ -）2010年3月9日-2011年4月6日（元前の山から借用）
- 竹縄 大司（たけなわ -）2011年4月6日-2012年1月22日（栃乃洋から借用）